# Steven Love
Steven Love (...) è un attore statunitense.

## Filmografia

### Cinema
- The Admirer, regia di Matthew J. Barrett – cortometraggio (2011)
- Jake and Jasper: A Ferret Tale, regia di Allison Parker – cortometraggio (2011)
- 1313: Bigfoot Island, regia di David DeCoteau (2012)
- Solo, regia di Isaac Cravit (2013)
- What Doesn't Kill You, regia di Rob Grant – cortometraggio (2014)
- Joseph and Mary, regia di Roger Christian (2016)

### Televisione
- Supernatural – serie TV, episodio 5x02 (2009)
- The Troop – serie TV, un episodio (2011)
- The Secret Circle (The Secret Circle) – serie TV,  episodio 1x07 (2011)
- The Range – serie TV (2011)
- Love Training: Lezioni d'amore (How to Fall in Love), regia di Mark Griffiths – film TV (2012)
- Galaxy English – miniserie TV (2013)
- Ragione o sentimento (Lead with Your Heart), regia di Bradley Walsh – film TV (2015)

## Doppiatori italiani
Nelle versioni in italiano delle opere in cui ha recitato, Steven Love è stato doppiato da:
- Gabriele Vender in Northern Rescue

Da doppiatore è sostituito da:
- Vito Ventura in Starlink: Battle for Atlas